# Dimitrije Vojvodić
Dimitrije Vojvodić, črnogorski general, * 9. maj 1908, † 25. julij 1987.

## Življenjepis
Vojvodić, študent Pravne fakultete v Beogradu, se je leta 1941 pridružil NOVJ in KPJ. Med vojno je bil na različnih poveljniških položajih; nazadnje je bil poveljnik 13. divizije.
Po vojni je bil poveljnik divizije, načelnik uprave v DSNO, načelnik razreda v VVA JLA,...